# Tombokoirey I
Tombokoirey I este o comună rurală din departamentul Dosso, regiunea Dosso, Niger, cu o populație de 22.714 locuitori (2001).